# St. Nikolaus (Niklashaag)
Die römisch-katholische Filialkirche St. Nikolaus in Niklashaag, einem Ortsteil der Gemeinde Wurmsham im niederbayerischen Landkreis Landshut, ist eine spätgotische Saalkirche, die laut Inschrift auf einem Schlussstein im Jahr 1482 fertiggestellt wurde. Der Innenraum wurde im 17. und 18. Jahrhundert im Barock- und Rokoko-Stil ausgestattet. Im Jahr 1852 fand eine Außenrenovierung durch den Zimmerermeister Paul Stummer und den Kirchenmaler Andreas Fuchs, beide aus Velden, statt. 1875 wurde eine Innenrenovierung durchgeführt, eine der letzten Arbeiten von Andreas Fuchs vor seinem Tod im Januar 1876. 1895 wurde eine Turmrenovierung durchgeführt. In den 1960er Jahren fand erneut eine Gesamtrenovierung statt.
Das dem heiligen Nikolaus (Gedenktag: 6. Dezember) geweihte Gotteshaus ist als Baudenkmal mit der Nummer D-2-74-193-13 beim Bayerischen Landesamt für Denkmalpflege eingetragen. Niklashaag ist eine Filiale der Pfarrei Pauli Bekehrung in Pauluszell, die wiederum Teil des Pfarrverbands Velden ist.

## Architektur

### Außenbau
Der einschiffige, nach Osten ausgerichtete Saalbau umfasst einen nur wenig eingezogenen Chor mit zwei Jochen und Schluss in drei Achteckseiten, ein Langhaus mit drei Jochen sowie einen ausspringenden Westturm in der Mittelachse des Langhauses. Die südlich an den Chor angebaute Sakristei ist jünger als der übrige Bau. Der vollständig verputzte Bau wird außen durch rechteckige, zweimal abgesetzte Strebepfeiler gegliedert, bei denen der mittlere Absatz übereck gestellt ist. Die schlanken, zweigeteilten Spitzbogenfenster enthalten Maßwerk in zwei unterschiedlichen Zeichnungen. Das einzige Portal ist auf der Südseite im westlichen Langhausjoch angeordnet. Es ist spitzbogig und mit drei Rund- bzw. Birnstäben profiliert. Dabei schließt der äußere Stab in Form eines Kielbogens. Ein ehemaliges Spitzbogenportal auf der Nordseite des Chores ist heute vermauert.
Der charakteristische, weithin sichtbare Turm umfasst sieben sich kontinuierlich verjüngende Geschosse, die durch einfache, rechteckige Plattengesimse getrennt sind. Abwechselnd rechteckige und dreieckige Eckstreben leiten durch die allmählich stärker werdende Abschrägung von den unteren, quadratischen zu den oberen, achteckigen Geschossen über. Über die beiden oberen Geschosse, die über den First des gemeinsamen Satteldachs von Langhaus und Chor hinausreichen, erstrecken sich die spitzbogigen Schallöffnungen. Den oberen Abschluss bildet die doppelte, stark eingeschnürte Zwiebelkuppel. Die Turmgliederung erinnert an die Pfarrkirche Velden.

### Innenraum
Aufgrund der großen Raumhöhe und der günstigen Fensteranordnung wirkt der Innenraum hell und weitläufig. Chor und Langhaus werden von einem spätgotischen Sternrippengewölbe überspannt, das auf profilierten Wandpfeilern und Schildbögen ruht. Den Wandpfeilern sind Runddienste vorgelegt, die im Chor zwischen Rundstäben, im Langhaus zwischen Kehlen und Fasen angeordnet sind. Die Dienste besitzen runde, profilierte Kapitelle, denen im Chor zum Teil Tartschen vorgelegt sind. Daraus entspringen die birnstabförmigen Gewölberippen. Die östlichen Wandpfeiler im Langhaus sind durch auskragende Eckstücke mit den Kapitellen entsprechenden Konsolen ersetzt. Am Gewölbescheitel befinden sich runde Schlusssteine mit aufgemalten Wappen. Der spitze Chorbogen ist ähnlich wie die Wandpfeiler profiliert.
Der Raum im Turmuntergeschoss wird ebenfalls von einem Sternrippengewölbe überspannt. Die birnstabförmigen Rippen, die auf einen runden Schlussstein mit aufgemaltem Wappen zulaufen, entspringen aus einfachen Spitzkonsolen. Der Zugang vom Langhaus zu diesem Raum ist spitzbogig ausgeführt.

## Ausstattung
Der 1787 von dem Maler Johann Weyerer aus Eberspoint zusammengestellte Hochaltar ist eine Kompilation aus verschiedenen Barock- und Rokoko-Bestandteilen. Der stattliche Aufbau wird von zwei vorgestellten Rundsäulen getragen. Die ehemaligen seitlichen Durchgänge wurden beseitigt. Das Altarblatt mit einer Darstellung des Kirchenpatrons Nikolaus wurde 1824 von dem Landshuter Maler Ignaz Bergmann geschaffen.
Der mit Öl auf Leinwand gemalte, barocke Kreuzweg wurde Anfang des 18. Jahrhunderts geschaffen. Er stammt ursprünglich aus der Pfarrkirche Pauluszell. Im Langhaus ist eine spätgotische, etwa halb lebensgroße Holzfigur des heiligen Nikolaus aus der Zeit um 1500 angebracht. Die beiden Glocken wurden 1749 gegossen, besitzen Durchmesser von 82 bzw. 62 Zentimetern und tragen beide die Umschrift: IOHANN · PETER · GRASS · GOSS · MICH · IN · LANDTSHVETH · ANNO · 1749.